# Rhipidia griseipennis
Rhipidia griseipennis är en tvåvingeart som beskrevs av Edwards 1926. Rhipidia griseipennis ingår i släktet Rhipidia och familjen småharkrankar. Inga underarter finns listade i Catalogue of Life.